# Ksar Asrir
Pour les articles homonymes, voir Asrir (homonymie).
Ksar Asrir (en arabe : قصر أسرير) est un village fortifié dans la province d'Errachidia, région Draa-Tafilalet au sud-est du Maroc.